# Jacques de Pierpont
Pour les articles homonymes, voir Pierpont.
Jacques de Pierpont, dit Pompon, né le 24 mars 1950 à Ixelles (province de Brabant), est un animateur de radio et scénariste de bande dessinée belge.
Il a fait toute sa carrière sur la RTBF, où il anime des émissions sur le rock telles que Rock à gogo, The Rock Show (Pure FM), ainsi que Hell's Bells (Radio 21), jusqu'en mars 2015 où il prend sa retraite.

## Biographie

### Jeunesse et formation
Jacques de Pierpont naît le 24 mars 1950 à Ixelles, une commune bruxelloise,. À l'exception de Tintin et Bessy, il lui est interdit de lire de la bande dessinée durant sa jeunesse. Il fait des humanités gréco-latines à Uccle. C'est à l'âge de 18 ans qu'il rattrape le temps perdu pour lire des bandes dessinées et les collectionner, trois ans plus tard, sa collection est impressionnante. Entretemps, il s'est inscrit à l'Université libre de Bruxelles, d'où il sort diplômé en communication sociale en 1972. 

### Carrière
Jacques de Pierpont commence sa carrière dans les années 1970 en tant que journaliste sur la RTBF, où il fait des reportages de société. Dans l'émission Impédance de Pierre Guyaut, il s'occupe de la chronique bande dessinée. Parallèlement, il écrit des critiques de bande dessinée dans Le Ligueur. Dans les années 1980, il crée une émission consacrée au rock : Rock à gogo. Cette dernière reste à l'antenne pendant plus de 20 ans. En 1994, la RTBF décide de supprimer l'émission, mais une pétition de 40 000 signatures leur est envoyée contre cette décision. Une soirée de soutien, où est présente toute la scène belge de l'époque, est également organisée aux Halles de Schaerbeek et se déroule à guichets fermés.
Dans les années 1980, il rejoint l'équipe rédactionnelle de la revue d'analyse critique Les Cahiers de la bande dessinée, dirigée par Thierry Groensteen. En 1988, ses analyses à Radio 21 et au Ligueur lui valent de recevoir le prix de la critique BD décerné par la Chambre belge des experts en bande dessinée.
À partir de 2004, il présente l'émission The Rock Show (jusqu'en 2012) diffusée sur Pure FM, ainsi que Hells Bells sur Radio 21.
Jacques de Pierpont prend sa retraite le 27 mars 2015.
En septembre 2016, il retrouve un micro et anime l'émission Fume c'est du belge sur Radio rectangle.
Depuis septembre 2019, il participe régulièrement au jeu Bagarre dans la discothèque, dans l'émission Entrez sans frapper sur La Première.

### Vie privée
Jacques de Pierpont vit à Louvain-la-Neuve.

## Publications

### Bande dessinée (scénariste)
- Lagune[8], Delcourt, coll. « Conquistador », Paris, novembre 1990
Scénario : Jacques de Pierpont - Dessin : Marianne Duvivier - Couleurs : quadrichromie -  (ISBN 2906187518)
- Le Heavy Metal : de Black Sabbath au Hellfest (ill. Hervé Bourhis), Bruxelles, Le Lombard, coll. « Petite Bédéthèque des savoirs », 2016, 72 p. (ISBN 978-2-8036-3640-2, présentation en ligne)

### Littérature (historien du rock)
- Jacques de Pierpont, André Moons et Patrick Van Nieuwlandt, Rock Révolution, Bruxelles, La Renaissance du livre, 2002, 48 p., ill. ; 22 cm (ISBN 9782804607074 et 2804607070, OCLC 66653623, présentation en ligne)
- Jacques de Pierpont et Alain Poncelet (illustrateur), Motörbook : ABCdaire Motörhead, Bruxelles, Lamiroy, 28 décembre 2017, 266 p., ill. (ISBN 978-2-87595-106-9).
- Jacques de Pierpont et Pascal Tierce, Dour Music Festival : 1989-1999 Les années héroïques, Strépy-Bracquegnies, Le Livre en papier, 2022, 194 p., ill. (ISBN 978-2-8083-2036-8).

### Collectifs
- 1001 Visions du sexe, Graph Zeppelin, 28 novembre 2014
Scénario : Patrice Bauduinet - Dessin : collectif dont Jacques de Pierpont - Couleurs : noir et blanc -  (ISBN 979-10-94169-01-8)

### Catalogues d'exposition
- Art et innovation dans la bande dessinée européenne[9], Éditions De Buck, Bruxelles, juin 1987
Scénario : collectif dont Jacques de Pierpont - Dessin : collectif - Couleurs : quadrichromie -  (ISBN 2-87153-004-1),Préface : Jan Hoet. Catalogue de l'exposition éponyme au Musée d'art contemporain de Gand (4 juillet au 6 septembre 1987).

#### Livres
: document utilisé comme source pour la rédaction de cet article.
- Jacques Fiérain, « De Pierpont, Jacques », dans La BD à Bruxelles et en Brabant, Charleroi, Éd. l'Âge d'or, avril 2003, 144 p., ill. ; 31 cm (ISBN 9782960119664 et 2960119665, OCLC 470388171, présentation en ligne), p. 30. .
- Philippe Mellot, Michel Denni, Laurent Turpin et Isabelle Morzadec, Trésors de la bande dessinée : BDM 2025-2026 - Catalogue encyclopédique et Argus, Paris, Les Arènes, novembre 2024, 24e éd., 1839 p., ill. ; 23 cm (ISBN 979-10-37512-61-1, OCLC 1478218824, présentation en ligne), p. 807, 1079. .

#### Périodiques
- Philippe Cornet, « Le Radiohead Jacques de Pierpont », Focus Vif,‎ 6 septembre 2012 (lire en ligne , consulté le 16 août 2023).

#### Articles
- cbd, « Jacques de Pierpont : "Petit, j'étais le roi des introvertis" », RTBF,‎ 11 juin 2016 (lire en ligne, consulté le 14 septembre 2023).
- eja, « Les coups de cœur 2016 de Jacques De Pierpont ! », RTBF,‎ 22 décembre 2016 (lire en ligne, consulté le 14 septembre 2023).
- « Jacques de Pierpont et Pascal Tierce, «Dour music festival : 1989-1999, les années héroïques» », Le Soir,‎ 10 janvier 2023 (lire en ligne , consulté le 7 avril 2023)
- « Les années héroïques du Dour Festival: une rencontre est prévue ce vendredi au centre culturel de Dour avec les auteurs du livre », Sudinfo,‎ 22 mars 2023 (lire en ligne, consulté le 7 avril 2023).

### Émissions de télévision
- Musique : Jacques de Pierpont (Pompon) émission du 3 juin 2015 présentée par Olivier Orianne sur TV Lux (26 min 33 s).

### Podcasts
- Fume c'est du belge #16 émission du 20 juin 2019 sur Mixcloud (1 h 32 min 58 s).
- Fume c'est du belge #18 émission du 28 novembre 2019 sur Mixcloud (1 h 28 min 16 s).
- Fume c'est du belge #20 - Radio rectangle émission du 10 septembre 2020.